# Spomenik kraljevskim Stuartima
Spomenik kraljevskim Stuartima je memorijalni spomenik u Bazilici sv. Petra u Vatikanu. Spomenik komemorira tri posljednja člana kraljevske kuće Stuart: Jakova Franju Edvarda Stuarta, njegova starijeg sina Karla Edvarda Stuarta, i njegova mlađeg sina, Henrika Benedikta Stuarta. Jakobiti njih trojicu smatraju kraljevima Engleske, Škotske i Irske.

## Spomenik
Mramorni spomenik djelo je umjetnika Antonija Canove, najslavnijega talijanskog kipara svoga vremena. U obliku je zarubljenoga obeliska, i prikazuje niskoreljefni profilni portret trojice prognanih prinčeva, i sljedeći natpis:
| Latinski izvornik | Hrvatski prijevod |
| --- | --- |
| IACOBO·III IACOBI·II·MAGNAE·BRIT·REGIS·FILIO KAROLO·EDVARDO ET·HENRICO·DECANO·PATRUM·CARDINALIVM IACOBI·III·FILIIS REGIAE·STIRPIS·STVARDIAE·POSTREMIS ANNO·M·DCCC·XIX | Jakovu III. sinu Jakova II, kralja Velike Britanije Karlu Edvardu i Henriku, dekanu otaca kardinala sinovima Jakova III. posljednjima od kraljevske kuće Stuart. Godine 1819. |

Ispod natpisa su dva uplakana anđela, koji simboliziraju izgubljene nade proganih Stuarta.
Spomenik kraljevskim Stuartima izvorno je naručio mons. Angleo Cesarini, izvršitelj imanja Henrika Benedikta Stuarta. Među doprinositeljima, što je zanimljivo, nalazi se kralj Đuro IV., koji je (nakon što je okončala jakobitska prijetnja njegovu prijestolju, smrću kardinala Stuarta 1807.) postao poštovatelj legende o Stuartima.
Spomenik se nalazi u stražnjem dijelu Bazilike, u lijevoj lađi, nasuprot vrata kroz koja izlaze oni koji silaze niz spiralno stubište koji vodi s kupole i krova. Često je ukrašeno cvijećem koji ostavljaju jakobitski romantičari.
Spomenik nije grob. Trojica Stuarta pokopani su u kripti ispod Bazilike. Jakov Franjo Edvard Stuart bio je pokopan ovdje nakon svoje smrti 1766. Kad je Karlo Edvard Stuart umro 1788., bio je pokopan u katedrali sv. Petra Apostola u Frascatiju. Međutim, kad je njegov brat Henrik Benedikt kardinal Stuart umro 1807., obojica su braće položena na počinak uza svoga oca, u kripti Bazilike sv. Petra. Bila su podignuta tri nadgrobna kamena.
Do 1938. godine, tijela trojice Stuarta bila su pokopana na mjestu gdje je danas grob pape Pija XI. Te su godine tijela pomaknuta nešto istočnije, na lijevu stranu kripte, kako bi se napravilo mjesta za Piov grob. Sljedeće godine, 1939., iznad tri groba podigut je sarkofag. Na vrh sarkofaga postavljen je brončani jastuk na koji je položena brončana kruna. Na prednjem dijelu sarkofaga stoji isti natpis koji je već naveden.
Nasuprot spomenika kraljevskim Stuartima je spomenik Mariji Klementini Sobjeska, ženi Jakova Franje Edvarda, i majci Karla Edvarda i Henrika Benedikta. Natpis glasi:
("Marija Klementina, kraljica Velike Britanije, Francuske i Irske."). Spomen Francuske je prežitak plantagenetskog polaganja prava na francusko prijestolje.
Kraljica Kristina Švedska je jedini drugih monarh sa spomenikom u Bazilici, i također je sahranjena u kripti ispod Bazilike. Ona se 1654. odrekla svoga prijestolja kako bi prešla na katoličku vjeru.

## Vanjske poveznice
- Monument to the Stuart Kings
- Monument in St Peter's Basilica